# James Harper-Orr
James Harper-Orr  (18. listopada 1878. — 19. svibnja 1956.) je bivši škotski hokejaš na travi. 
Osvojio je brončano odličje na hokejaškom turniru na Olimpijskim igrama 1908. u Londonu igrajući za Škotsku. 

## Vanjske poveznice
- Profil na databaseOlympics
- Profil na Sports Reference.com  Arhivirana inačica izvorne stranice od 13. prosinca 2012. (Wayback Machine)